# Guilherme Bentes
Guilherme Frederico Feria Bentes (Lisboa, 10 de junio de 1973) es un deportista portugués que compitió en judo. Ganó una medalla de bronce en el Campeonato Mundial de Judo de 1997, en la categoría de –71 kg.

## Palmarés internacional
| Campeonato Mundial | Campeonato Mundial | Campeonato Mundial | Campeonato Mundial |
| Año                | Lugar              | Medalla            | Categoría          |
| ------------------ | ------------------ | ------------------ | ------------------ |
| 1997               | París (Francia)    | Medalla de bronce  | –71 kg             |